# Bulgarije op de Olympische Winterspelen 1980
Tijdens de Olympische Winterspelen van 1980, die in Lake Placid (Verenigde Staten) werden gehouden, nam Bulgarije voor de tiende keer deel.

## Medailleoverzicht
| Sport      | Olympiër     | Discipline | Medaille |
| ---------- | ------------ | ---------- | -------- |
| Langlaufen | Ivan Lebanov | 30 km (m)  | Brons    |

## Deelnemers en resultaten

### Alpineskiën
| Olympiër          | Discipline       | Resultaat | Prestatie                        |
| ----------------- | ---------------- | --------- | -------------------------------- |
| Christo Angelov   | reuzenslalom (m) | 32e       | 2.52,78 (+12,04) 1.25,97+1.26,81 |
| Christo Angelov   | slalom (m)       | 19e       | 1.50,51 (+6,25) 57,03+53,48      |
| Mitko Chadzjiev   | reuzenslalom (m) | 31e       | 2.50,42 (+9,68) 1.25,27+1.25,15  |
| Mitko Chadzjiev   | slalom (m)       | 21e       | 1.51,38 (+7,12) 57,34+54,04      |
| Petar Popangelov  | reuzenslalom (m) | 27e       | 2.48,12 (+7,38) 1.23,80+1.24,32  |
| Petar Popangelov  | slalom (m)       | 6e        | 1.45,40 (+1,14) 54,84+50,56      |
| Ljoedmil Tontsjev | reuzenslalom (m) | 30e       | 2.48,82 (+8,08) 1.23,73+1.25,09  |
| Ljoedmil Tontsjev | slalom (m)       | 17e       | 1.50,23 (+5,97) 56,85+53,38      |

### Biatlon
| Olympiër            | Discipline | Resultaat | Prestatie                                       |
| ------------------- | ---------- | --------- | ----------------------------------------------- |
| Joeri Mitev         | 10 km (m)  | 36e       | 37.23,95 (+5.13,26) pen.: 4 (2 / 2)             |
| Joeri Mitev         | 20 km (m)  | 40e       | 1:21.58,06 (+13.41,75) pen.: 10 (2 / 4 / 3 / 1) |
| Vladimir Velitsjkov | 10 km (m)  | 34e       | 37.10,71 (+5.00,02) pen.: 5 (1 / 4)             |
| Vladimir Velitsjkov | 20 km (m)  | 43e       | 1:27.57,24 (+19.40,93) pen.: 18 (7 / 9 / 1 / 1) |

### Langlaufen
| Olympiër         | Discipline | Resultaat | Prestatie             |
| ---------------- | ---------- | --------- | --------------------- |
| Christo Barzanov | 15 km (m)  | 38e       | 45.05,21 (+3.07,58)   |
| Christo Barzanov | 30 km (m)  | 23e       | 1:32.03,49 (+5.00,69) |
| Ivan Lebanov     | 15 km (m)  | 15e       | 43.37,32 (+1.39,69)   |
| Ivan Lebanov     | 30 km (m)  | Brons     | 1:28.03,87 (+1.01,07) |

Andorra · Argentinië · Australië · België · Bolivia · Bondsrepubliek Duitsland · Bulgarije · Canada · China · Costa Rica · Cyprus · Duitse Democratische Republiek · Finland · Frankrijk · Griekenland · Groot-Brittannië · Hongarije · IJsland · Italië · Japan · Joegoslavië · Libanon · Liechtenstein · Mongolië · Nederland · Nieuw-Zeeland · Noorwegen · Oostenrijk · Polen · Roemenië · Sovjet-Unie · Spanje · Tsjecho-Slowakije · Verenigde Staten · Zuid-Korea · Zweden · Zwitserland